# Gracilibacter
Gracilibacter ist eine Gattung von Bakterien; ihre Typusart G. thermotolerans (Referenzstamm JW/YJL-S1) wie von Lee et al. 2006 berichtet, ein thermotolerantes, anaerobes Bakterium ist, das ursprünglich aus einem künstlichen Sumpf zur Klärung von saurem Sulfatwasser stammt. Dieser Stamm wurde interessanterweise 2023 auch in Sekreten der oberen Atemwege eines Kindes in Fukuoka, Japan, gefunden.
Diese Gattung (und die sie enthaltende vorgeschlagene Familie Gracilibacteraceae) sind wohl zu unterscheiden von der mutmaßlichen Verwandtschaftsgruppe (Phylum bzw. Klasse) Gracilibacteria (alias BD1-5) innerhalb der Patescibacteria (CPR-Gruppe).

## Forschungsgeschichte
Eine weitere mutmaßliche Spezies der Gattung, Gracilibacter sp. BRH_c7a (GTDB: Gracilibacter sp001516055) stammt der Metagenomik von Wasser aus Gesteinsporen (englisch rock porewater) des Felslabors im Mont Terri, Schweiz.
Weitere von Katsuhiko Fujii von der Universität Yamaguchi zur Verfügung gestellte 16S-rRNA-Genomdaten stammen aus Bodenproben mit klärschlammabbauender Mikroflora (KF-2016-F und KF-2016-I) sowie von Rinderkot (KF-2016-J) aus Japan, entnommen im Mai 2015.
Schließlich wurden 2014 Metagenom-Daten von Proben aus Soleflüssigkeit der Grubenentwässerung von der Soudan Iron Mine, Minnesota, gewonnen (Isolat Soudan_25).

## Etymologie
Der erste Teil des Gattungsnamens leitet sich ab von lateinisch gracilis ‚schlank‘, der zweite von
altgriechisch βακτήριον baktērion, deutsch ‚Stäbchen‘ oder ‚Stab‘; Gracilibacter bezeichnet also – in Anlehnung an die Zellform – ein schlankes Stäbchen.

## Systematik

### Innere Systematik
Die hier angegebene Systematik folgt der Taxonomie des National Center for Biotechnology Information (NCBI) und der List of Prokaryotic names with Standing in Nomenclature (LPSN), mit Ergänzungen nach der Genome Taxonomy Database (GTDB) – Stand 7. Februar 2023:
Gattung Gracilibacter Lee et al. 2006
- Spezies Gracilibacter thermotolerans Lee et al. 2006 (Typus, mit Stamm JW/YJL-S1 alias ATCC:BAA-1219 oder DSM:17427, NCBI und BacDive)[13][6]
- Spezies Gracilibacter sp001516055 syn. Gracilibacter sp. BRH_c7a[14] (Stamm BRH_c7a, GTDB und NCBI)[15][8]
- Spezies Gracilibacter sp. KF-2016-F (NCBI)[10]
- Spezies Gracilibacter sp. KF-2016-I (NCBI)[10]
- Spezies Gracilibacter sp. KF-2016-J (NCBI)[10]
- Spezies Gracilibacter sp. isolate Soudan_25 (NCBI)[12][16]

### Äußere Systematik
In der Taxonomie des NCBI und der LPSN gehören diese Bakterien zur Familie Gracilibacteraceae Lee et al. 2010, Ordnung Eubacteriales Buchanan 1917 (syn. Clostridiales Prevot 1953) der Klasse Clostridia Rainey  2010 im Phylum Bacillota (syn. Bacillaeota, Firmicuteota oder Firmicutes).
Die GTDB sieht das Phylum Firmicutes als polyphyletisch und hat daher einen Teil der Mitglieder in die Abspaltungen Firmicutes_A bis Firmicutes_H verschoben; die Klasse Clostridia residiert in der GTDB beispielsweise im abgespaltenen Phylum Firmicutes_A.
Auch dort ist Gattung Gracilibacter bekannt, allerdings als Mitglied der Familie Syntrophobotulaceae in der Ordnung Desulfitobacteriales einer Klasse Desulfitobacteriia in einem anderen abgespaltenen Phylum Firmicutes_B.
Der Catalogue of Life des Integrated Taxonomic Information System (ITIS) verortet die Gattung Gracilibacter in der Familie Clostridiaceae innerhalb der Klasse Clostridia.
Zur Familie Gracilibacteraceae gehört nach NCBI u. a. das Isolat AS22ysBPME_45, das in der GTDB zur Spezies BRH-c25 sp012519325 gehört, in derselben Gattung wie die Spezies BRH-c25 sp001515955 syn. Clostridia bacterium BRH_c25 (NCBI) mit Stamm BRH_c25. Diese Gattung sieht die GTDB in der Familie Lutisporaceae der Ordnung Lutisporales der ursprünglichen Klasse Clostridia im Phylum Firmicutes_A.
AS22ysBPME_45 stammt aus Metagenomik-Untersuchungen von Proben eines anaeroben Fermenters.